# Collegio uninominale Toscana - 11
Il collegio elettorale uninominale Toscana - 11 è stato un collegio elettorale uninominale della Repubblica Italiana per l'elezione della Camera tra il 2017 ed il 2022.

## Territorio
Come previsto dalla legge elettorale italiana del 2017, il collegio era stato definito tramite decreto legislativo all'interno della circoscrizione Toscana.
Era formato dal territorio di 33 comuni: Capannoli, Casale Marittimo, Casciana Terme Lari, Casole d'Elsa, Castellina Marittima, Castelnuovo di Val di Cecina, Chianni, Colle di Val d'Elsa, Crespina Lorenzana, Fauglia, Fucecchio, Gambassi Terme, Guardistallo, Lajatico, Montaione, Montecatini Val di Cecina, Montescudaio, Monteverdi Marittimo, Montopoli in Val d'Arno, Orciano Pisano, Palaia, Peccioli, Poggibonsi, Pomarance, Ponsacco, Pontedera, Radicondoli, Riparbella, San Gimignano, San Miniato, Santa Luce, Terricciola e Volterra.
Il collegio era quindi compreso tra la città metropolitana di Firenze, la provincia di Pisa e la provincia di Siena.
Il collegio era parte del collegio plurinominale Toscana - 02.

## Eletti
| Elezione | Elezione | Deputato      | Partito             |
| -------- | -------- | ------------- | ------------------- |
|          | 2018     | Susanna Cenni | Partito Democratico |

## Dati elettorali

### XVIII legislatura
Come previsto dalla legge elettorale, 232 deputati erano eletti con sistema a maggioranza relativa in altrettanti collegi uninominali a turno unico.
| Candidati              | Candidati               | Voti    | %     | Liste                           | Voti    | %     |
| ---------------------- | ----------------------- | ------- | ----- | ------------------------------- | ------- | ----- |
|                        | Susanna Cenni ✔️ Eletto | 50 812  | 34,10 | Partito Democratico             | 46 693  | 31,34 |
| +Europa                | Susanna Cenni ✔️ Eletto | 50 812  | 34,10 | 2 796                           | 1,88    |       |
| Italia Europa Insieme  | Susanna Cenni ✔️ Eletto | 50 812  | 34,10 | 883                             | 0,59    |       |
| Civica Popolare        | Susanna Cenni ✔️ Eletto | 50 812  | 34,10 | 440                             | 0,30    |       |
|                        | Donatella Legnaioli     | 47 224  | 31,69 | Lega                            | 26 967  | 18,10 |
| Forza Italia           | Donatella Legnaioli     | 47 224  | 31,69 | 13 916                          | 9,34    |       |
| Fratelli d'Italia      | Donatella Legnaioli     | 47 224  | 31,69 | 5 622                           | 3,77    |       |
| Noi con l'Italia - UDC | Donatella Legnaioli     | 47 224  | 31,69 | 719                             | 0,48    |       |
|                        | Gloria Vizzini          | 37 691  | 25,30 | Movimento 5 Stelle              | 37 691  | 25,30 |
|                        | Serena Cortecci         | 6 017   | 4,04  | Liberi e Uguali                 | 6 017   | 4,04  |
|                        | Stefano Liberati        | 2 482   | 1,67  | Potere al Popolo!               | 2 482   | 1,67  |
|                        | Marzia Duranti          | 1 786   | 1,20  | Partito Comunista               | 1 786   | 1,20  |
|                        | Marco Giannotti         | 1 212   | 0,81  | CasaPound                       | 1 212   | 0,81  |
|                        | Romina Giacomini        | 871     | 0,58  | Il Popolo della Famiglia        | 871     | 0,58  |
|                        | Maria Rosaria Pagano    | 612     | 0,41  | Italia agli Italiani            | 612     | 0,41  |
|                        | Marinella Mariani       | 290     | 0,19  | Per una Sinistra Rivoluzionaria | 290     | 0,19  |
| Totale                 | Totale                  | 148 997 | 100   |                                 | 148 997 | 100   |
|                        |                         |         |       |                                 |         |       |
| Voti non validi        | Voti non validi         | 4 744   | 3,09  |                                 |         |       |
| Votanti                | Votanti                 | 153 741 | 79,43 |                                 |         |       |
| Elettori               | Elettori                | 193 558 |       |                                 |         |       |